# OBSイブニングニュース
『OBSイブニングニュース』（オービーエス イブニングニュース）は、大分放送（OBSテレビとOBSラジオ）で放送されていた大分県内ローカルワイドニュース番組。

## テレビ版
2010年3月29日開始。『総力報道!OBS THE NEWS』の後継番組としてスタートしたニュース番組である。『OBSイブニングプラス』開始に伴い2021年3月26日に終了した。

### 放送時間
- 月曜 - 金曜 18:15 - 18:55[1]（2010年3月29日 -[要出典]）

### キャスター
- 村津孝仁（月 - 金）
- 平山沙絵（月・火）
- 中島三奈（水 - 金）

お天気キャスター
- 仁木清加（月 - 金）

スポーツコーナー

### 歴代キャスター
| 期間      | 期間      | 男性       | 男性       | 女性       | 女性       | 女性       | 女性       |
| 期間      | 期間      | 月 - 水    | 木・金     | 月・火     | 水         | 木         | 金         |
| --------- | --------- | ---------- | ---------- | ---------- | ---------- | ---------- | ---------- |
| 2010.3.29 | 2012.3.30 | 松井督治   | 三重野勝己 | 井口尚子   | 井口尚子   | 後藤なぎさ | 後藤なぎさ |
| 2012.4.2  | 2015.9.25 | 三重野勝己 | 三重野勝己 | 後藤なぎさ | 後藤なぎさ | 後藤なぎさ | 後藤なぎさ |
| 2015.9.28 | 2017.9.29 | 三重野勝己 | 三重野勝己 | 平川侑季   | 平川侑季   | 久垣明莉   | 久垣明莉   |
| 2017.10.2 | 2018.3.30 | 三重野勝己 | 三重野勝己 | 平川侑季   | 久垣明莉   | 久垣明莉   | 平川侑季   |
| 2018.4.2  | 2020.9.25 | 三重野勝己 | 三重野勝己 | 飯倉寛子   | 大浜扶美野 | 大浜扶美野 | 大浜扶美野 |
| 2020.9.28 | 2021.3.26 | 村津孝仁   | 村津孝仁   | 平山沙絵   | 中島三奈   | 中島三奈   | 中島三奈   |

お天気キャスター
- 小野裕子[8][9]
- 柴本愛沙（月 - 金）[10]

スポーツコーナー
- 飯倉寛子（月）[11]

## ラジオ版
- 少なくとも1990年以前より[要出典]、OBSラジオの夕方ニュースも「OBSイブニングニュース」のタイトルで平日夕方に放送していた。終了時点での放送時間は17:50 - 18:00。OBSラジオ・ザ・ニュースへのリニューアルに伴い2013年3月29日をもって終了[12]。
- OBSのアナウンサーが日替わりで担当していた。[要出典]